# Maurice Lewis-Briggs
Maurice Lewis-Briggs (Norristown, 18 febbraio 1990) è un ex cestista statunitense.